# Axel Clerget
Axel Clerget (Saint-Dizier, 28 de fevereiro de 1987) é um judoca francês, campeão olímpico.

## Carreira
Clerget esteve nos Jogos Olímpicos de Verão de 2020 em Tóquio, onde conquistou a medalha de ouro no confronto por equipes mistas como representante da França, conjunto de judocas que derrotou o time japonês.